# 双凤站
双凤站位于中华人民共和国安徽省合肥市长丰县金宁路与蒙城北路交叉口地下，是合肥轨道交通8号线的地铁车站，工程站名金宁路站。